# Musse Piggs känguru
Musse Piggs känguru (engelska: Mickey's Kangaroo) är en amerikansk animerad kortfilm med Musse Pigg från 1935.

## Handling
En vän från Australien har skickat en känguru och hennes unge till Musse Pigg. Känguruns unge går Musses hund Pluto på nerverna. Musse försöker träna sitt nya djur, men har lite svårt.

## Om filmen
Filmen är den 75:e Musse Pigg-kortfilmen som producerades och den fjärde som lanserades år 1935.
Detta är den sista Musse Pigg-filmen som producerades i svartvitt.

## Rollista
- Walt Disney – Musse Pigg
- Pinto Colvig – Pluto
- Don Brodie – Plutos inre röst[7]